# 산요정 (오카야마현)
산요정(山陽町)은 오카야마현 남부의 아카이와군에 있던 정이다. 난보쿠초 시대에는 돗토리소가 놓여져 장강당령이라고 되어 있었는데 한때 고지마 다카노리가 은상을 통해 형식적인 소령으로 삼았다고 한다. 현재는 아카이와 군내의 다른 3정과의 합병에 의해 아카이와시가 되었으며, 그 중심지로 시청 본청이 놓여 있다.

## 지리
정의 중앙부는 비교적 평탄하며 동서는 100m-380m의 구릉을 이루고 있다. 동서의 구릉에는 주택 단지가 있어 오카야마시의 베드타운이 되고 있다.헤이세이의 대합병 전 인구는 현 아래 마을에서는 최대이며, 구 다카하시시나 구 니미시보다도 많았다.

## 역사
- 1889년 4월 1일 - 정촌제 시행에 수반해 아카사카군 다카쓰키촌, 돗토리시모촌, 돗토리나카촌, 니시타카쓰키촌 니시야마촌이 성립하였다.
- 1900년 4월 1일 - 아카사카군이 이와나시군과 합병해 아카이와군  다카쓰키촌, 돗토리시모촌, 돗토리나카촌, 니시타카쓰키촌 니시야마촌이 되었다.
- 1902년 4월 1일 - 다카쓰키촌, 돗토리시모촌, 돗토리나카촌이 합병해 고요촌이 되었다.
- 1926년 10월 1일 - 니시다카쓰키촌이 개칭해 다카쓰키촌이 되었다.
- 1953년 3월 1일 - 고요촌, 다카쓰키촌의 일부, 니시야마촌이 합병과 함께 정으로 승격, 개칭해 산요정이 되었다. 다카쓰키촌의 일부는 오카야마시에 편입되었다.
- 2005년 3월 7일 - 아카사카정, 구마야마정, 요시이정과 합병으로 시로 승격해 아카이와시가 되었다.

## 교통

### 철도
- 서일본 여객철도 산요 본선

### 도로
- 산요 자동차도
- 오카야마현도 제27호선
- 오카야마현도 제37호선
- 오카야마현도 제250호선
- 오카야마현도 제251호선
- 오카야마현도 제253호선